# Margraviato di Meißen

Lo stemma dei margravi di Meißen con al centro il noto leone di Meissen

La marca o margraviato di Meißen fu un margraviato medioevale, marca del Sacro Romano Impero, nell'area dell'attuale Sassonia. 
La marca di Meißen viene talvolta denominata anche marca Turingia o marca di Turingia. Solitamente, ad ogni modo, questo termine era usato per indicare le terre ad est dell'Elba e della Saale, regione abitata da popoli slavi.

## La fondazione
Nel 928 o 929, nel corso della campagna contro gli Slavi, l'Imperatore Enrico I costruì un castello nei pressi del fiume Elba. Questo castello venne chiamato Meißen data la vicinanza con il fiume Meisa. Ai piedi della fortezza si sviluppò ben presto un villaggio. Enrico, ad ogni modo, non tentò alcun tipo di germanizzazione degli Slavi e nemmeno cercò di porre un burgravio a capo della fortezza. Il paese crebbe e divenne una delle più importanti città della grande marca Geronis che copriva tutta la parte ad est del ducato di Sassonia. Quando la marca venne divisa nel 965, alla morte del margravio Gerone il Grande, Meißen formò il centro di una nuova marca, principalmente incentrata sull'opposizione ai Sorabi. La prima menzione di un margravio a Meißen risale al 968. Quello stesso anno il castello divenne sede della diocesi di Meißen. 
Dal 982, i territori della marca si estesero sino alla Lusazia a sud e ad est di Erzgebirge. Nel 983, a seguito della sconfitta dell'Imperatore Ottone II nella battaglia di Stilo, le tribù slave invasero i confini ad est della Sassonia ribellandosi. Havelberg ed il Brandeburgo vennero distrutti e la marca di Zeitz devastata. I margravi di Meißen, Lusazia, e della Nordmark confluirono con le truppe del vescovo di Halberstadt e dell'arcivescovo di Magdeburgo e sconfissero gli Slavi a Belkesheim, presso Stendhal.

## La reggenza dei Wettin

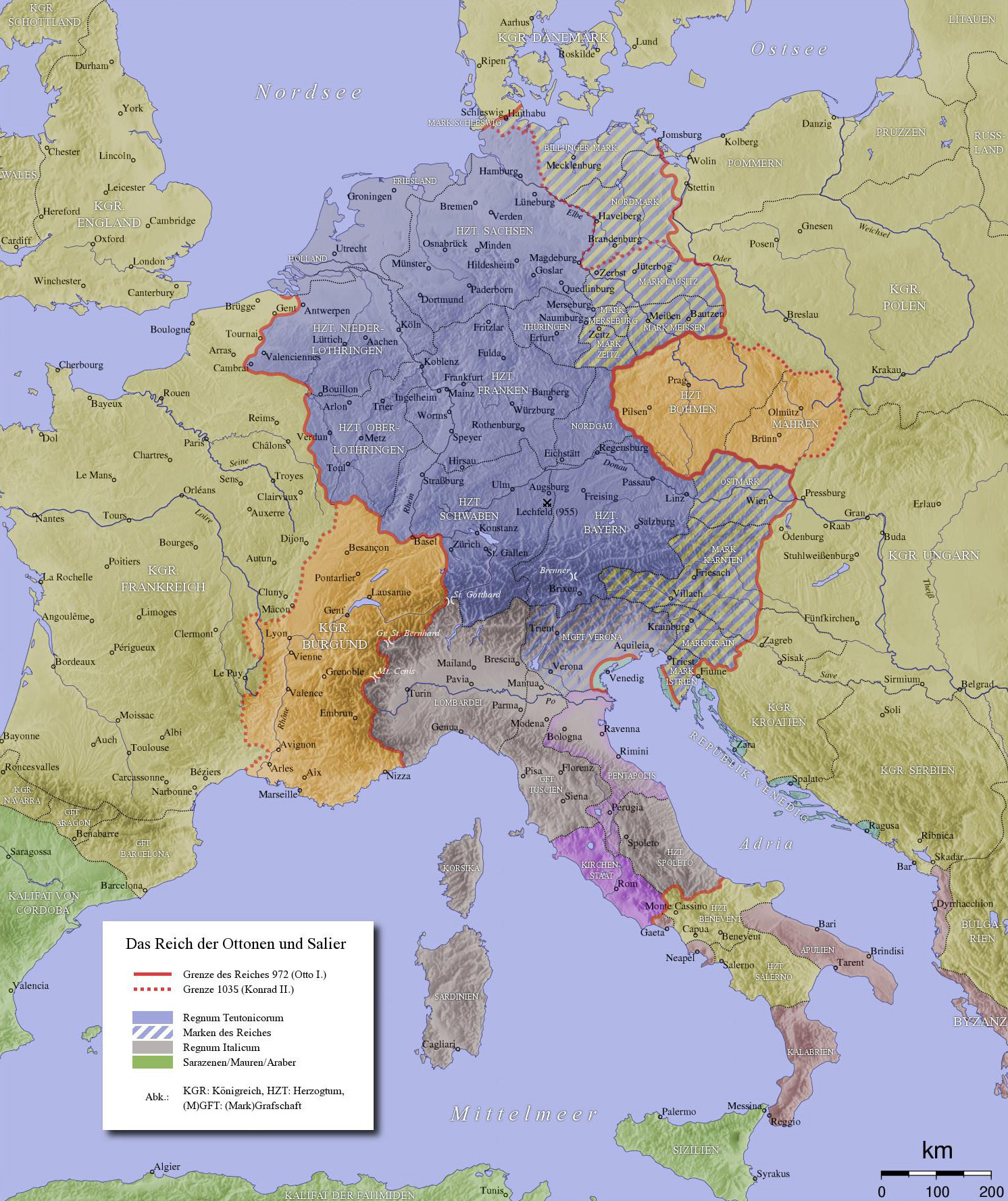
La Mark Meißen sotto la dinastia dei Liudolfingi/Ottoni.

Nel 983, un certo Rikdag divenne margravio di Meißen, e, dal 985 in poi, il titolo venne mantenuto dalla stirpe degli Eccardingi. Nel 1002, Boleslao I di Polonia conquistò la marca di Meißen. Nel 1046, il margraviato passò ai Weimar-Orlamünde e, nel 1067, ai Brunonidi, il cui rappresentante, Egberto II, venne deposto nel contesto della lotta per le investiture nel 1089. Enrico I di Eilenburg, della dinastia dei Wettin, sotto il cui governo il margraviato rimase per il resto della propria esistenza, gli succedette nel titolo l'anno successivo. Sotto Wiprecht di Groitzsch, negli anni venti del XII secolo, iniziò la germanizzazione di Meißen. A seguire ressero il margraviato Corrado il Grande (1123–1156), Ottone il Ricco (1156–1191), e Teodorico (1191–1221), sotto il quale la marca si espanse e prosperò. 
Nel 1264, Enrico III si schierò nella guerra di successione scatenatasi nel langraviato di Turingia, dove suo zio, Enrico Raspe, era morto senza eredi. Tra il 1243 ed il 1255, Enrico III acquisì Pleisseland e le terre presso Altenburg come mezzo di sicurezza a tutela dei propri domini. L'Imperatore Enrico VII tentò di forzare i margravi di Meißen a sottomettersi alla sua volontà, ma nel 1307 venne sconfitto nella battaglia di Lucka. Da quel tempo il margraviato fu de facto indipendente da qualsiasi altra autorità sovrana esterna. 
Negli anni seguenti, Lucka, venne governata da diversi membri della famiglia di Wettin. Negli anni 1382 e 1445, questo portò alla divisione della marca. Ad ogni modo, le linee cadette della famiglia si estinsero di frequente, riunendo il patrimonio. Allo stesso tempo, il territorio poté essere esteso grazie ad oculate doti matrimoniali acquisite, acquisti o conquiste, che furono i principali modi in cui il margraviato ottenne a pieno diritto il titolo di burgraviato nel 1426. Alla fine del XV secolo, l'area governata dalla marca di Meißen si estendeva dal fiume Werra al fiume Oder. 
Nel 1423, Federico I di Sassonia divenne margravio e gli venne anche assegnato il ducato di Sassonia-Wittenberg. Con lui, il margraviato di Meißen entrò nell'orbita dell'elettorato di Sassonia e perse il proprio status di principato indipendente. Nel 1485, la divisione di Lipsia divise la Sassonia e la Turingia tra i fratelli Ernesto e Alberto di Sassonia, che segnò la permanente divisione tra i due stati.

## Burgraviato
Attorno al 1068, Meißen ricevette il diritto di istituire un proprio primo burgravio. A quel tempo, la famiglia dei Meinheringer governava il burgraviato di Meißen.